# Isabel Moore
Isabel Moore (1911-1989), ou Isabel Walsh Moore, foi uma escritora estadunidense que iniciou sua carreira nos anos 1930 escrevendo diversas crônicas e romances seriados para revistas da época, como era costume na primeira metade do século XX, em revistas tais como a Cosmopolitan Magazine, American Magazine, Argosy, entre outras. Posteriormente publicou seus romances em livros. Foi mãe da também escritora Pamela Moore e casada com o editor Don Moore.

## Biografia
No início de sua vida, alegadamente, Isabel foi trapezista do circo Sells Floto, na década de 1920. Por volta de 1934, tendo já uma filha, Isabel casou-se com Don Moore, um editor.
Don Moore era o filho de um editor de jornal de Iowa. No final dos anos 20 ele tinha editado Edgar Rice Burroughs e outros escritores pulp no Argosy All-Story Weekly; em seguida, assinou com a Hearst King Features Syndicate como escritor para uma nova história em quadrinhos por Alex Raymond. Os quadrinhos eram de Flash Gordon, e Moore o escreveu, bem como Jungle Jim, até 1954, com viagens para Hollywood para trabalhar nas versões seriais dos dois quadrinhos.
A filha de Isabel, Elaine, adotou o sobrenome Moore. Em 22 de setembro de 1937, nasceu a filha do casal, Pamela, em Nova Iorque. Pamela se tornaria escritora, autora de livros como Chocolates For Breakfast, e se suicidaria com um tiro em 7 de junho de 1964, aos 27 anos.
Isabel e Don se separaram depois da Segunda Guerra Mundial, em 1946, e mais tarde Isabel dedicou-se à supervisão da carreira de equitação de sua filha Elaine Moore (depois do casamento, Moffat) que ganhou vários campeonatos nos anos 40, antes de se aposentar para cuidar da família e construir um estábulo em Cooperstown, Nova Iorque.
Don Moore publicou um único livro, The Naked Warriors, em 1956, e foi "redescoberto" quando a versão do filme de Flash Gordon foi lançada em 1980, ao recontar sua história em Hollywood para revistas de cinema e ficção científica naquele ano. Ele morreu na Flórida, em 1986.
Isabel recomeçou a escrever romances e, sob o nome de Elaine Dorian, publicou alguns livros, entre eles The Sex Cure, uma versão de Peyton Place em Cooperstown. Fez pH.d. na Universidade de Columbia e viajou para a Rússia, publicando, em 1961, The Day The Communists Took Over America, um romance que, apesar do seu título, é um tratamento um pouco sofisticado de um ressurgimento neonazista com tendência ao genocídio.
Em 1965, sob o pseudônimo Grace Walker, Isabel publicou uma biografia de sua primeira filha, cujo título completo era Elaine Moore Moffat Blue Ribbon Horsewoman: The Complete Life Story Of A Champion Rider Who Learned To Deal With Life By Dealing With Horses. A filha Elaine Moore já era então casada com John Moffat. Dois anos depois, Isabel publicou Women Of The Green Café, um romance sobre lésbicas. Em 1970, Moore publicou That Summer In Connecticut, uma história sobre a dificuldade que ela teve para entender sua filha mais nova, Pamela.

## Obras

### Crônicas
- Two Loves Have I, Cosmopolitan, agosto de 1937
- Life Is Too Short, Cosmopolitan, março de 1938
- Career Girl, Cosmopolitan, Janeiro de 1939[11]
- Love Budget, com ilustrações de Albert Dorne. Publicado na American Magazine, nº 127, pela Frank Leslie Pub. House, fevereiro de 1939.[12]
- Double Date, Cosmopolitan, junho de 1939
- Two Weeks with Pay, Cosmopolitan, setembro de 1939
- The Most Popular Girl in Town, Cosmopolitan, outubro de 1939
- Nothing to Give, Cosmopolitan, janeiro de 1940
- Office Gossip, Cosmopolitan, fevereiro de 1940
- Where Are They Tonight?, Cosmopolitan, junho de 1940
- Farewell to a House, Cosmopolitan, julho de 1940
- The Best in Life, Cosmopolitan dezembro de 1940[13]
- We Only Have Today, Cosmopolitan, fevereiro de 1941
- I'll Never Let You Go!, publicado em capítulos pela Cosmopolitan Magazine, entre maio e julho de 1942[14][13]
- River Captain, de James Street, Vicki Baum e Isabel Moore, publicado em capítulos pela Cosmopolitan Magazine, em 1942.[14]
- Dream House, Cosmopolitan, fevereiro de 1943
- It’s Time to Say Good-by, Liberty Apr 17, Apr 24, May 1, May 8, May 15, May 22, May 29, Jun 5 1943
- Tomorrow Belongs to Us, Cosmopolitan, março de 1943
- Tomorrow’s Too Late, Woman’s Home Companion, agosto de 1943
- You Can't Go Back Again, publicado em capítulos pela Cosmopolitan Magazine, em 1943[14]
- Women Can Keep Secrets, Cosmopolitan, setembro de 1943
- I’ll Go My Way, Liberty 1º, 8, 15, 22 e 29 de abril e 6 de maio de1944[13]
- Echo of an Old Refrain, Collier’s, 25 de maio de 1946
- It’s Later Than You Think, Cosmopolitan, abril de 1947
- The Mistake, Woman’s Home Companion, outubro de 1949
- Happy Birthday, Maggie, Redbook, abril de 1950
- The Couple Next Door, McCall’s, junho de 1950
- Extra Woman, publicado em capítulos pela Cosmopolitan Magazine, em 1950.[14]
- Strange Triangle, Short Story Magazine #79, 1951

Fonte: 

### Romances
- The Other Woman. Publicado pela primeira vez de forma seriada, na Cosmopolitan Magazine, entre maio e agosto de 1941.[15] Publicado em livro pela[16] Farrar and Rinehart, Incorporated, de Toronto, em 1942[17] Relançado pela Bantam Books, volume 706, 1949, em Nova Iorque.[18]
- I'll Never Let You Go!, Farrar & Rinehart, 1942.[19]
- It's time to say goodbye, publicado inicialmente em capítulos pela Liberty Magazine, entre 17 de anbril e 5 de junho de 1943. Posteriormente publicado pela Farrar & Rinehart, em 1944.[20]
- The Sex Cure, Beacon, 1962, sob pseudônimo Elaine Dorian.[21]
- The Infidelity Game, Beacon, 1962, sob pseudônimo Elaine Dorian.
- Second-time Woman, Beacon, 1962, sob pseudônimo Elaine Dorian.
- The Day The Communists Took Over America, Wisdom House, 1961.[6][22]
- Elaine Moore Moffat, Blue Ribbon Horsewoman: The Complete Life Story Of A Champion Rider Who Learned To Deal With Life By Dealing With Horses, T. Nelson, 1965, sob pseudônimo Grace Walker.[7][23]
- Women of the green café, Dell, 1969.[10]
- That Summer In Connecticut, Prestige Books, 1970.[7] [24]

## Isabel Moore no Brasil
- The Other Woman, traduzido como A Outra Mulher, foi publicado no Brasil pela Companhia Editora Nacional, como volume 111 pela coleção Biblioteca das Moças, com tradução de Jeanette Dante de Mello Vianna, em 3 edições – em 1943, em 1955 e a última em 1959.[25]
- Second-time Woman, sob o pseudônimo Elaine Dorian, foi publicado no Brasil em 1962, como A Segunda Mulher, pela Editora La Selva.